# Club Deportivo Aurrerá Ondarroa
|  | No s'ha de confondre amb Club Deportivo Aurrerá de Vitoria. |

El Club Deportivo Aurrerá Ondarroa (Ondarroako Aurrera Kirol Elkartea en basc) és un club de futbol amb seu a Ondarroa, a la comunitat autònoma del País Basc. Fundat el 1921, juga a Tercera Divisió RFEF – Grup 4, celebrant els partits a casa a Zaldupe.

## Taxa de formació
El febrer de 2018, el club va rebre una recaptació inesperada de 600.000 euros derivada del traspàs del seu exjugador juvenil Iñigo Martínez, que va ser transferit entre els clubs més importants del país, la Reial Societat i l'Athletic Club. Tot i que menys del 10% de la quota de 32 milions d'euros (el percentatge estàndard de pagament de formació juvenil) a causa d'un acord previ entre Aurrerá i la Reial en cas d'un gran moviment del jugador, representava el triple del seu pressupost anual i permetia un important ingrés per a fer millores a les instal·lacions.

## Temporada a temporada
| Temporada | Nivell | Divisió | Lloc | Copa del Rei |
| --------- | ------ | ------- | ---- | ------------ |
| 1945–46   | 4      | 1a Reg. | 11è  |              |
| 1946–47   | 5      | 2a Reg. | 3r   |              |
| 1947–48   | 4      | 1a Reg. | 6è   |              |
| 1948–49   | 4      | 1a Reg. | 8è   |              |
| 1949–50   | 5      | 2a Reg. | 2n   |              |
| 1950–51   | 4      | 1a Reg. | 15è  |              |
| 1951–52   | 4      | 1a Reg. | 7è   |              |
| 1952–53   | 4      | 1a Reg. | 4t   |              |
| 1953–54   | 4      | 1a Reg. | 12è  |              |
| 1954–55   | 4      | 1a Reg. | 10è  |              |
| 1955–56   | 4      | 1a Reg. | 9è   |              |
| 1956–57   | 4      | 1a Reg. | 6è   |              |
| 1957–58   | 4      | 1a Reg. | 5è   |              |
| 1958–59   | 4      | 1a Reg. | 7è   |              |
| 1959–60   | 4      | 1a Reg. | 6è   |              |
| 1960–61   | 4      | 1a Reg. | 5è   |              |
| 1961–62   | 4      | 1a Reg. | 10è  |              |
| 1962–63   | 4      | 1a Reg. | 3r   |              |
| 1963–64   | 3      | 3a      | 12è  |              |
| 1964–65   | 3      | 3a      | 14t  |              |

| Temporada | Nivell | Divisió    | Lloc | Copa del Rei |
| --------- | ------ | ---------- | ---- | ------------ |
| 1965–67   | 4      | 1a Reg.    | 1r   |              |
| 1966–67   | 4      | 1a Reg.    | 8è   |              |
| 1967–68   | 4      | 1a Reg.    | 7è   |              |
| 1968–69   | 5      | 2a Reg.    | 2n   |              |
| 1969–70   | 4      | 1a Reg.    | 6è   |              |
| 1970–71   | 4      | 1a Reg.    | 15è  |              |
| 1971–72   | 5      | 2a Reg.    | 3r   |              |
| 1972–73   | 5      | 2a Reg.    | 2n   |              |
| 1973–74   | 4      | 1a Reg.    | 12è  |              |
| 1974–75   | 4      | Reg. Pref. | 10è  |              |
| 1975–76   | 4      | Reg. Pref. | 8è   |              |
| 1976–77   | 4      | Reg. Pref. | 6è   |              |
| 1977–78   | 5      | Reg. Pref. | 1r   |              |
| 1978–79   | 4      | 3a         | 8è   |              |
| 1979–80   | 4      | 3a         | 11è  |              |
| 1980–81   | 4      | 3a         | 4t   |              |
| 1981–82   | 4      | 3a         | 2n   |              |
| 1982–83   | 4      | 3a         | 5è   |              |
| 1983–84   | 4      | 3a         | 7è   |              |
| 1984–85   | 4      | 3a         | 17è  |              |

| Temporada | Nivell | Divisió    | Lloc | Copa del Rei |
| --------- | ------ | ---------- | ---- | ------------ |
| 1985–86   | 5      | Reg. Pref. | 1r   |              |
| 1986–87   | 4      | 3a         | 9è   |              |
| 1987–88   | 4      | 3a         | 2n   |              |
| 1988–89   | 4      | 3a         | 13è  |              |
| 1989–90   | 4      | 3a         | 2n   |              |
| 1990–91   | 4      | 3a         | 7è   |              |
| 1991–92   | 4      | 3a         | 9è   |              |
| 1992–93   | 4      | 3a         | 5è   |              |
| 1993–94   | 4      | 3a         | 9è   |              |
| 1994–95   | 4      | 3a         | 14t  |              |
| 1995–96   | 4      | 3a         | 9è   |              |
| 1996–97   | 4      | 3a         | 6è   |              |
| 1997–98   | 4      | 3a         | 12è  |              |
| 1998–99   | 4      | 3a         | 10è  |              |
| 1999–2000 | 4      | 3a         | 11è  |              |
| 2000–01   | 4      | 3a         | 4t   |              |
| 2001–02   | 4      | 3a         | 5è   |              |
| 2002–03   | 4      | 3a         | 9è   |              |
| 2003–04   | 4      | 3a         | 15è  |              |
| 2004–05   | 4      | 3a         | 10è  |              |

| Temporada | Nivell | Divisió    | Lloc    | Copa del Rei |
| --------- | ------ | ---------- | ------- | ------------ |
| 2005–06   | 4      | 3a         | 19è     |              |
| 2006–07   | 5      | Reg. Pref. | 13è     |              |
| 2007–08   | 5      | Reg. Pref. | 5è      |              |
| 2008–09   | 5      | Reg. Pref. | 12è     |              |
| 2009–10   | 5      | Div. Hon.  | 2n      |              |
| 2010–11   | 5      | Div. Hon.  | 10è     |              |
| 2011–12   | 5      | Div. Hon.  | 8è      |              |
| 2012–13   | 5      | Div. Hon.  | 15è     |              |
| 2013–14   | 5      | Div. Hon.  | 6è      |              |
| 2014–15   | 5      | Div. Hon.  | 1r      |              |
| 2015–16   | 4      | 3a         | 17è     |              |
| 2016–17   | 4      | 3a         | 18è     |              |
| 2017–18   | 5      | Div. Hon.  | 13è     |              |
| 2018–19   | 5      | Div. Hon.  | 4t      |              |
| 2019–20   | 5      | Div. Hon.  | 1r      |              |
| 2020–21   | 4      | 3a         | 8è / 4t |              |
| 2021–22   | 5      | 3a RFEF    |         |              |

- 32 temporades a Tercera Divisió
- 1 temporada a Tercera Divisió RFEF